# توني سنو
توني سنو (بالإنجليزية: Tony Snow) (و. 1955 – 2008 م) هو صحفي، ومذيع، وكاتب من الولايات المتحدة الأمريكية ولد في بيريا.
تولى منصب السكرتير الصحفي للبيت الأبيض .وهو عضو في الحزب الجمهوري .

## روابط خارجية
- توني سنو على موقع IMDb (الإنجليزية)
- توني سنو على موقع الموسوعة البريطانية (الإنجليزية)
- توني سنو على موقع إن إن دي بي (الإنجليزية)
- توني سنو على موقع قاعدة بيانات الفيلم (الإنجليزية)